# Байон (Альпы Верхнего Прованса)
Бейо́н (фр. Bayons) — коммуна во Франции, находится в регионе Прованс — Альпы — Лазурный Берег. Департамент коммуны — Альпы Верхнего Прованса. Входит в состав кантона Тюрье. Округ коммуны — Форкалькье.
Код INSEE коммуны — 04023.

## Население
Население коммуны на 2008 год составляло 253 человека.
| 1962 | 1968 | 1975 | 1982 | 1990 | 1999 | 2008 |
| ---- | ---- | ---- | ---- | ---- | ---- | ---- |
| 136  | 128  | 150  | 138  | 194  | 198  | 253  |

## Экономика

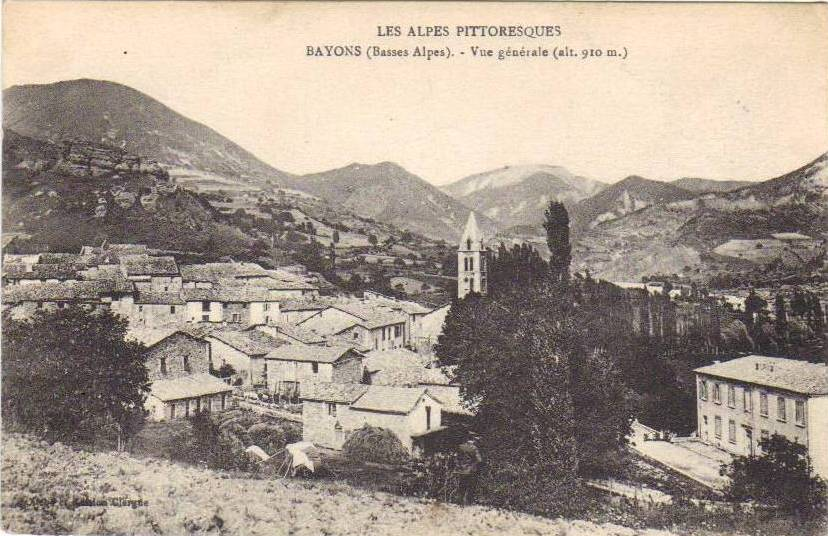
Бейон

В 2007 году среди 140 человек в трудоспособном возрасте (15—64 лет) 93 были экономически активными, 47 — неактивными (показатель активности — 66,4 %, в 1999 году было 69,9 %). Из 93 активных работали 82 человека (45 мужчин и 37 женщин), безработных было 11 (6 мужчин и 5 женщин). Среди 47 неактивных 8 человек были учениками или студентами, 23 — пенсионерами, 16 были неактивными по другим причинам.

## Достопримечательности
- Руины прямоугольной башни (XIII—XIV века)
- Приходская церковь Нотр-Дам-де-Бетлем (XIV век). Исторический памятник
- Церковь Св. Анны
- Церковь Сен-Кристоф
- Руины церкви Сен-Венсан, в 1833 году была построена новая церковь Сен-Венсан
- Часовня Св. Марии Магдалины
- Часовня Нотр-Дам-Секур-де-Пешьёр (1867—1868 года)